# Organisation Consul
L'organisation Consul (O. C.) est une organisation terroriste allemande d'extrême droite, nationale-révolutionnaire et antisémite, active pendant la République de Weimar.

## Historique
Créée en 1920 après l'échec du putsch de Kapp par le capitaine Ehrhardt dans la brigade du corps franc qu'il commandait, l'organisation Consul est organisée en société secrète. Elle est financée par des industriels et des ennemis de la république au sein de la bourgeoisie, la noblesse et l'armée.
Fondée sur le refus du traité de Versailles et des conséquences de la Première Guerre mondiale, elle essaie de déstabiliser le système démocratique de la jeune république par des assassinats politiques.

## Les cibles de l'organisation Consul
Au moins 354 personnes sont assassinées pour des raisons politiques entre 1919 et 1922.
Se trouvent parmi les victimes connues :
- Karl Gareis, membre important du Parti social-démocrate indépendant (USPD), assassiné en 1921 à Munich ; ses assassins ne sont jamais retrouvés ;
- Matthias Erzberger, ancien ministre des Finances et signataire civil plénipotentiaire de l'armistice de 1918, assassiné en Bade en 1921 ;
- Philipp Scheidemann, ancien Ministerpräsident, qui a proclamé la république en novembre 1918 ; mais l'attentat contre sa personne échoue en 1922 ;
- Walther Rathenau, ministre des Affaires étrangères, assassiné en 1922.

L'organisation a des ramifications dans toute l'Allemagne et compte jusqu'à 5 000 membres. Le plus connu est l'écrivain Ernst von Salomon, alors âgé de vingt ans ; il est inculpé de complicité dans la préparation de l'assassinat de Rathenau puis condamné à cinq ans d'emprisonnement. Il raconte son expérience dans son roman autobiographique Les Réprouvés.
Interdite en 1922, l'organisation réapparaît sous la forme du Bund Wiking.
À l’époque du Troisième Reich, les membres de l'O.C. sont célébrés comme des « héros de la résistance nationale » (Helden des nationalen Widerstandes).